# Cléber Reis
Cléber Janderson Pereira Reis, né le 5 décembre 1990 à São Francisco do Conde, est un footballeur brésilien. Il évolue au poste de défenseur central au Santos FC.

## Carrière
Cléber rejoint en août 2014 le club de Hambourg, en Bundesliga.

## Statistiques
| Saison                | Club                  | Championnat           | Championnat | Championnat | Coupe(s) nationale(s) | Coupe(s) nationale(s) | Championnat d'État | Championnat d'État | Total | Total |
| Saison                | Club                  | Division              | M.          | B.          | M.                    | B.                    | M.                 | B.                 | M.    | B.    |
| 2012                  | AA Ponte Preta        | Serie A               | 8           | 1           | 0                     | 0                     | -                  | -                  | 8     | 1     |
| 2013                  | AA Ponte Preta        | Serie A               | 5           | 0           | 1                     | 0                     | 21                 | 3                  | 27    | 3     |
| Sous-total            | Sous-total            | Sous-total            | 13          | 1           | 1                     | 0                     | 21                 | 3                  | 35    | 4     |
| 2013                  | SC Corinthians        | Serie A               | 5           | 1           | 0                     | 0                     | -                  | -                  | 5     | 1     |
| 2014                  | SC Corinthians        | Serie A               | 15          | 0           | 4                     | 1                     | 6                  | 1                  | 25    | 2     |
| Sous-total            | Sous-total            | Sous-total            | 20          | 1           | 4                     | 1                     | 6                  | 1                  | 30    | 3     |
| 2014-2015             | Hambourg SV           | Bundesliga            | 13          | 1           | 0                     | 0                     | -                  | -                  | 13    | 1     |
| 2015-2016             | Hambourg SV           | Bundesliga            | 23          | 1           | 1                     | 0                     | -                  | -                  | 24    | 1     |
| Sous-total            | Sous-total            | Sous-total            | 36          | 2           | 1                     | 0                     | -                  | -                  | 37    | 2     |
| Total sur la carrière | Total sur la carrière | Total sur la carrière | 69          | 4           | 6                     | 1                     | 27                 | 4                  | 102   | 9     |

## Palmarès

### En club
- Ponte Preta
  - Vainqueur du Campeonato Paulista Amador Interior de Futebol en 2013

### Distinction personnelle
- Membre de l'équipe-type du Championnat de São Paulo en 2013 (pt) (avec Ponte Preta)